# Geinnodatjávrrit (norra)
Geinnodatjávrrit och Geinnodatjávrrit (södra) är sjöar i Finland. De ligger i kommunen Utsjoki i landskapet Lappland, i den norra delen av landet, 1 100 km norr om huvudstaden Helsingfors. Geinnodatjávrrit ligger 305,9 meter över havet. Omgivningarna runt Geinnodatjávrrit är i huvudsak ett öppet busklandskap. Arean är 29,3 hektar och strandlinjen är 3,08 kilometer lång. Sjön  ingår i Tana älvs huvudavrinningsområde. 